# Jan Garczyński
Jan Garczyński SVD (ur. 19 czerwca 1914 w Mogilnie, zm. 1 lutego 1941 w Dachau) – polski kleryk katolicki, Sługa Boży Kościoła katolickiego.
Pochodził z wielodzietnej rodziny Józefa i Rozalii z domu Winieckiej. 28 czerwca 1914 roku został ochrzczony, a do Pierwszej Komunii Świętej przystąpił 18 czerwca 1924. Wcześnie osierocony zmuszony był podjąć pracę zarobkową. W 1934 roku podjął naukę w Małym Seminarium w Bruczkowie, a po ukończeniu Niższego Seminarium Duchownego pw. Królowej Apostołów w Rybniku i tamtejszego gimnazjum, cztery lata później 8 września 1938 roku wstąpił nowicjatu w Chludowie.
Po wybuchu II wojny światowej,  25 stycznia 1940, Niemcy internowali wszystkich przebywających w Domu Misyjnym duchownych i utworzyli obóz przejściowy dla zakonników i księży z okolicy. 19 maja złożył w trybie przyśpieszonym pierwsze śluby zakonne. Aresztowany został 22 maja 1940 roku i przewieziony do Fortu VII w Poznaniu, później do hitlerowskiego obozu koncentracyjnego Dachau (KL) (zarejestrowany pod numerem 11090), a stamtąd 2 sierpnia do Mauthausen-Gusen (zarejestrowany pod numerem 6178). Ostatnią podróż odbył 8 grudnia tegoż roku powtórnie do obozu koncentracyjnego w Dachau (KL) (zarejestrowany pod numerem 22066). Zmarł wyniszczony chorobami z wycieńczenia.
Jest jednym z 122 Sług Bożych, wobec których 17 września 2003 roku rozpoczął się proces beatyfikacyjny drugiej grupy męczenników z okresu II wojny światowej. 23 kwietnia 2008 roku zamknięto proces rogatoryjny (diecezjalny etap procesu beatyfikacyjnego).